# Traité d'anatomie
 (septembre 2023).
Si vous disposez d'ouvrages ou d'articles de référence ou si vous connaissez des sites web de qualité traitant du thème abordé ici, merci de compléter l'article en donnant les références utiles à sa vérifiabilité et en les liant à la section « Notes et références ».

Realdo Colombo, De re anatomica.

Historia corporis humani.

Un traité d'anatomie est un traité dont l'objet est la description et l'explication scientifiques de l'anatomie d'un ou plusieurs êtres vivants, le plus souvent de l'Homme seulement. À la suite du retour des pratiques de dissection en Europe à compter de la fin du XIIIe siècle, ce type d'ouvrage se diffusa d'abord selon un mode restreint avant de gagner en popularité à la suite du développement de l'illustration anatomique sous forme de planches, en particulier après la publication en 1543 du De humani corporis fabrica d'André Vésale, sans doute le plus connu des traités d'anatomie.

## Exemples
| Titre                                                           | Auteur                     | Date de publication |
| --------------------------------------------------------------- | -------------------------- | ------------------- |
| Cyrurgia magna                                                  | Bruno de Longoburgo        | 1252                |
| Cyrurgia                                                        | Théodore Borgognoni        | 1267                |
| Chirurgia magna                                                 | Lanfranc de Milan          | 1296                |
| Anathomia                                                       | Mondino de' Liuzzi         | 1316                |
| Anathomia designata per figuras                                 | Guido da Vigevano          | 1345                |
| La Grande chirurgie                                             | Guy de Chauliac            | 1363                |
| Historia corporis humani sive Anatomice                         | Alessandro Benedetti       | 1502                |
| Isagogæ breves                                                  | Jacopo Berengario da Carpi | 1535                |
| De humani corporis fabrica                                      | André Vésale               | 1543                |
| De re anatomica                                                 | Realdo Colombo             | 1560                |
| Observationes anatomicæ                                         | Gabriele Falloppio         | 1561                |
| Exercitatio Anatomica de Motu Cordis et Sanguinis in Animalibus | William Harvey             | 1628                |
| Chirurgie                                                       | Henri de Mondeville        | ?                   |